# Rosa Kellnerová
Rosa Kellnerová (21. ledna 1910 Mnichov – 13. prosince 1984 Mnichov) byla německá atletka, která se věnovala běhu na 100 metrů.
Na Letních olympijských hrách v Amsterdamu v roce 1928 vybojovala společně s Helene Schmidtovou, Anni Holdmannovou a Helene Junkerovou bronzovou medaili ve štafetovém běhu na 4×100 metrů.